# Liechtenstein en los Juegos Paralímpicos de Seúl 1988
Liechtenstein estuvo representado en los Juegos Paralímpicos de Seúl 1988 por dos deportistas, un hombre y una mujer. El equipo paralímpico liechtensteiniano no obtuvo ninguna medalla en estos Juegos.